# Joyce Bamford-Addo
Joyce Adeline Bamford-Addo (sinh ngày 26 tháng 3 năm 1937) là Chủ tịch Quốc hội Ghana từ năm 2009 đến 2013. Vị trí của Chủ tịch Quốc hội là vị trí quan trọng thứ ba ở Ghana. Trước đây bà từng là Thẩm phán Tòa án tối cao và cũng là người phát ngôn nữ giới đầu tiên ở vị trí như vậy trong tiểu khu vực Tây Phi. Chiến dịch tích cực của Bamford-Addo để trao quyền cho phụ nữ đã được thể hiện trong nhiều hội thảo.

## Tuổi thơ và giáo dục
Sinh năm 1937, có cha là người Anh và mẹ là người Ghana đến từ Aburi, Joyce Bamford-Addo theo học tại trường nội trú St. Mary và Trường nội trú OLA cùng với chị gái Cynthia tại Cape Coast để được giáo dục cơ bản. Sau đó, cô theo học trường Holy Child, cũng ở Cape Coast để học trung học. Cô đã tiến tới Vương quốc Anh để đào tạo pháp lý. Bamford-Addo gia nhập Đền Nội tâm để đào tạo theo hệ thống học việc được gọi là Nhà thực tập tòa án và được gọi đến Tòa án của Anh năm 1961.

## Sự nghiệp tư pháp
Bamford-Addo trở về Ghana sau khi làm việc ở Anh được một năm. Cô được gọi đến quán bar Ghana năm 1962. Bà làm Luật sư Nhà nước từ năm 1963 và trở thành Chánh văn phòng Nhà nước vào năm 1973. Cô được bổ nhiệm làm Giám đốc Công tố vào năm 1976, một vị trí mà cô đã giữ trong 10 năm. Cô cũng được Jerry Rawlings bổ nhiệm làm Thẩm phán Tòa án Tối cao năm 1991. Cô đã nghỉ hưu từ Tòa án Tối cao vào tháng 10 năm 2004 khi bị bỏ qua, được cho là, đối với đàn em của mình, Công lý George Kingsley Acquah, trong việc bổ nhiệm Chánh án.